# Hemeroblemma includens
Hemeroblemma includens är en fjärilsart som beskrevs av Walker 1858. Hemeroblemma includens ingår i släktet Hemeroblemma och familjen nattflyn. Inga underarter finns listade i Catalogue of Life.